# Doyenné du Comice
De Doyenné du Comice is een handpeer en is van de handperen, na Conference, het meest geteelde ras in België en Nederland. Het ras is gekweekt door de Comice Horticole de Maine et Loire te Angers in Frankrijk en in de handel gebracht in 1849. De peer is ook als stoofpeer te gebruiken.
De opgaande boom heeft een sterke groei en heeft veel last van beurtjaren, waardoor het ene jaar veel vruchten en het andere jaar bijna geen of geen vruchten aan de boom hangen. Door in een jaar met veel vruchten flink te dunnen kunnen beurtjaren tegengegaan worden.
Doyenné du Comice bloeit van eind april tot half mei en kan zichzelf bestuiven, maar kruisbestuiving met bijvoorbeeld Conference geeft meer en beter gevormde vruchten. Ook kunnen er parthenocarpe vruchten gevormd worden. De pluktijd valt in de tweede en derde week van september. De peren kunnen onder ULO-bewaring bewaard worden tot eind april. 

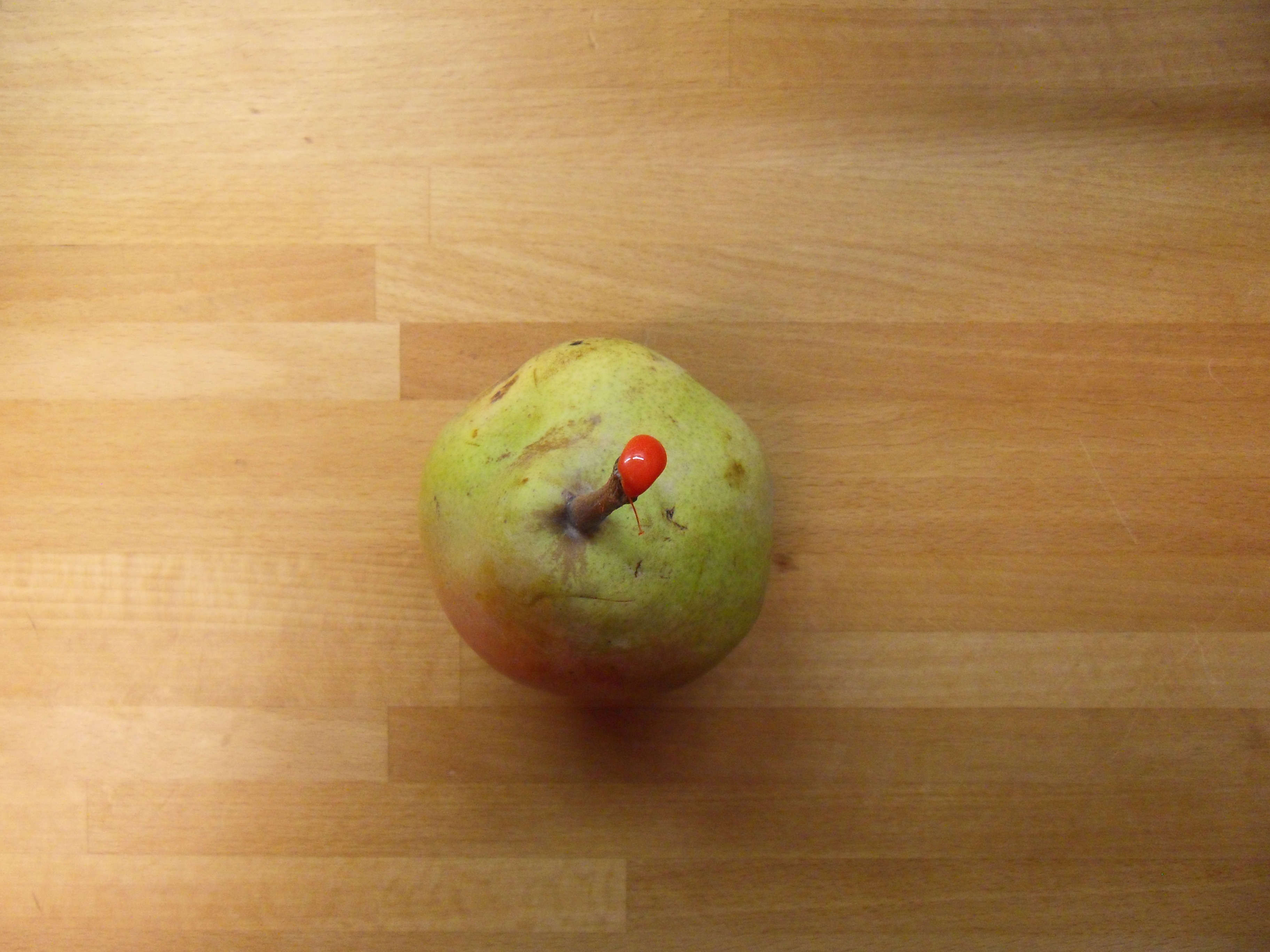
Peer met zegellak op de steel

Het dopen van de steel in zegellak vertraagt het rijpingsproces van de peer.
De geelbruine vruchten van Doyenné du Comice zijn groot, breed en onregelmatig gevormd. Het is een zeer goede, zoete en sappige handpeer met een aromatische smaak en smeltend vruchtvlees. De vruchten zijn tamelijk gevoelig voor buikziek (bruine verkleuring rond het klokhuis). De peren zijn ook geliefd bij vogels.
De vermeerdering gebeurt door enten op een onderstam van kweepeer.

## Ziekten en aantastingen
Doyenné du Comice is tamelijk tot zeer vatbaar voor schurft (Venturia pirina), tamelijk vatbaar voor de bacterie bacteriekanker (Pseudomonas syringae), die tak- en bloesemsterfte veroorzaakt en tamelijk vatbaar voor bacterievuur (Erwinia amylovora).

## Mutanten
- Het clubras Sweet Sensation is een mutant van Doyenné du Comice. Dit ras onderscheidt zich van de Doyenné door een rode blos.
- Het clubras Regal Red Comice is een mutant van Doyenné du Comice. Dit ras onderscheidt zich van de Doyenné door een rode kleur.[3]